# Daniel Corrêa Freitas
Daniel Corrêa Freitas, genannt Daniel (* 22. Januar 1994 in Juiz de Fora; † vor oder am 27. Oktober 2018) war ein brasilianischer Fußballspieler.

## Karriere
Daniel begann seine Karriere bei Cruzeiro Belo Horizonte und wechselte 2013 in die Jugend von Botafogo Rio de Janeiro. Im selben Jahr debütierte er in der ersten Mannschaft in der ersten brasilianischen Liga. Er galt als großes Talent und wurde aufgrund seiner herausragenden Dribblings auch Daniel Messi genannt.
2014 riss er sich jedoch das Kreuzband und konnte danach nicht mehr an seine alten Leistungen anknüpfen. Er wechselte zum Jahresende zum FC São Paulo, von wo er an verschiedene Mannschaften verliehen wurde, zuletzt in die zweite Liga. Nirgends konnte er sich jedoch durchsetzen.
Am 27. Oktober 2018 wurde er ermordet und verstümmelt in einem Vorort von Curitiba aufgefunden.